# Оперативный план «Сё»
Оперативный план «Сё» — японский оперативный план обороны в районе Японских островов, островов Рюкю, Тайваня, Филиппин и части Малайского архипелага во время Второй мировой войны. Составленный в июле 1944 года, заменил «Оперативный план „А“». В октябре 1944 план «Сё» был приведён в действие. В начале марта 1945 года план «Сё» сменил план «Тэн».

## Предыстория
После захвата войсками США Марианских островов и в результате тяжелых потерь, понесенных в боях за эти острова, японское командование понимало, что любая попытка возвратить эти острова являлась трудновыполнимой задачей. США, в результате захвата Марианских островов, получили контроль над центральной частью Тихого океана. Данное обстоятельство принудило японское командование отодвинуть дальше, чем было обусловлено в плане «А».
Новый план, под названием «Сё» был разработан и отправлен войскам в июле 1944 года. По этому плану линия обороны должна была проходить в районе Японских островов, островов Рюкю, Формоза, Филиппинских островов, острова Тимор, Ява и Суматра. Следующая атака американцев, в соответствии с этим планом, ожидалась после августа 1944 года.
В соответствии с оценкой японского командования вероятных районов соприкосновения сил США и Японии, были составлены следующие подпланы:
- Сё № 1 — район Филиппинских островов
- Сё № 2 — район островов Формоза — Рюкю — южной часть Кюсю
- Сё № 3 — район островов Кюсю — Сикоку — Хонсю
- Сё № 4 — район острова Хоккайдо

Так как наиболее вероятным было введение в действие планов «Сё № 1» и «Сё № 2», то в первую очередь укреплялась оборона именно в районах, предусмотренных этими планами.

## Цели и задачи

### Цель
Основной целью плана было с помощью общих скоординированных усилий сухопутных, морских и воздушных сил дать решающее сражение в целях обороны Японских острово, острова Рюкю, Формозы и Филиппин.

### Задачи
Задачи, обязательные к выполнению, сводились к следующему:
1. Уничтожение авианосцев и транспортов США сконцентрированным ударом воздушных, морских и сухопутных сил. При этом первостепенная цель японской морской авиации — авианосное соединение США, а для армейской авиации — конвои.
2. Размещение воздушных сил в глубине обороны и сохранение их боевого потенциала для нанесения удара по войскам противника непосредственно в момент перед началом их высадки.
3. Производить массированные атаки авиации и торпедные атаки надводных кораблей только тогда, когда флот противника подойдет близко к пункту обороны.
4. Поддержание в полной готовности противодесантных сил.

## Дислокация сил
Дислокация японских сил, по плану, была следующая:

### Военно-морской флот
| Район дислокации         | Силы японцев |
| ------------------------ | --- |
| Внутреннее Японское море | 3-й флот, состоящий из 1, 3, 4-й дивизий авианосцев и 10, 11-й эскадр эскадренных миноносцев, и 6-й флот, состоящий из 7, 8 и 11-й эскадр подводных лодок и 2-й дивизии линейных кораблей 2-го флота |
| Оминато                  | 5-й флот, состоящий из 21-й дивизии крейсеров и 1-й эскадры эскадренных миноносцев |
| Филиппинские острова     | Флот Юго-западного района, состоящий из 16-й дивизии крейсеров и нескольких эскадренных миноносцев                                                                                                   |
| Сингапур                 | 2-й флот, состоящий из 1 и 3-й дивизий линейных кораблей, 4, 5 и 7-й дивизий крейсеров, 2-й и половины 10-й эскадр эскадренных миноносцев                                                            |

### Военно-воздушные силы
| Район дислокации                                   | Силы японцев |
| -------------------------------------------------- | --- |
| Северо-восточный район и Японские острова          | Армейские: 1, 10, 11 и 12-я авиадивизии и учебная авиация. Морские: 3 и 12-й воздушные флоты и авиагруппы из 3-го флота |
| острова Рюкю и Формоза                             | Армейская 8-я авиадивизия и морской 2-й воздушный флот                                                                  |
| Филиппинские острова и район к северу от Австралии | Армейская 4-я воздушная армия и морской 1-й воздушный флот                                                              |

## Последствия
В сентябре 1944, когда американские войска провели операцию по высадке на островах группы Палау и островах Моротай, японское командование предположило, что следующий удар американцев будет направлен на Филиппины. Учитывая это, в план «Сё» не было внесено никаких изменений. Во время начала операции американцами против центральных Филиппинских островов в октябре 1944 года, план «Сё» был введен в действие.